# ゆめマート北九州
株式会社ゆめマート北九州（ゆめマートきたきゅうしゅう）は、福岡県北九州市八幡西区に本社を置く、スーパーマーケットをチェーン展開している企業である。旧名称はスーパー大栄（スーパーだいえい）。広島県広島市に本社を置くイズミの完全子会社である。
福岡県を中心に、大分県および山口県の一部に「ゆめマート」のブランドのスーパーマーケットを33店舗展開しており（2019年3月時点）、ゴルフ練習場の経営も行っている。

## 沿革
- 1962年（昭和37年）7月12日 - 創業、八幡大門商業協同組合設立[6][7]。
- 1971年（昭和46年）2月15日 - 株式会社スーパー大栄を設立[1][7]。
- 1991年（平成3年）3月7日 - 福岡証券取引所へ上場。
- 2014年（平成26年）1月31日 - イズミが約2億6000万円で第三者割当増資を実施して約20%の株式を取得すると発表[8][9][10][広報 1]、
- 2015年（平成27年）2月12日 - イズミがTOBを実施し約51%の株式を取得、子会社となる[広報 2][11]。
- 2016年（平成28年）
  - 2月15日 - 福岡証券取引所の上場廃止[要出典]。
  - 2月18日 - 株式交換により、イズミの完全子会社となる。大手スーパーやドラッグストアとの競争の激化、4月からの消費税増税による買い控えなどの影響で、生き残りにはコストの削減が必要と判断した[8][12]。
  - 4月22日 - 全店舗の屋号をイズミが展開する店舗ブランド「ゆめマート」に統一することが発表された[13]。
  - 9月1日 - 「ゆめマート」ブランドに全店改装完了した[要出典]。
- 2019年（平成31年）3月1日
  - 社名を株式会社ゆめマート北九州に変更。
  - ユアーズの店舗のうち、福岡県・山口県内の14店舗（丸和12店舗・ゆめマート2店舗）を譲受し[14]、各店舗のブランドを「ゆめマート」に統一。

## 過去に存在した店舗
「スーパー大栄」時代には、CIマークに「赤いトマト」を用いていた。

### 福岡県

#### 北九州市

##### 八幡東区
- 春の町店（1962年（昭和37年）12月開店[1]、店舗面積396m2[1]）
- 祀園店（1963年（昭和38年）9月開店[1]、店舗面積516m2[1]）
- 大蔵店（1966年（昭和41年）5月開店[1]、店舗面積478m2[1]）
- 槻田店（1967年（昭和42年）3月開店[1]、店舗面積175m2[1]）
- 茶屋町店（1968年（昭和43年）3月開店[1]、店舗面積431m2[1]）
- 枝光店（1969年（昭和44年）3月開店[1]、店舗面積445m2[1]）
- 前田店（1987年（昭和62年）6月開店[1]、店舗面積349m2[1]）

##### 八幡西区
- 萩原店（1965年（昭和40年）1月開店[1]、店舗面積443m2[1]）
- 三ヶ森店（1967年（昭和42年）12月開店[15]、売場面積5225m2[15]）
- 永犬丸店（1969年（昭和44年）10月開店[15]、売場面積555m2[15]）
- 上津役店（1970年（昭和45年）4月開店[1]、店舗面積595m2[1]）
- 下津役店（1971年（昭和46年）5月開店[1]、店舗面積420m2[1]）
- 割子川店（1973年（昭和48年）5月開店[1]、店舗面積494m2[1]）
- 高江店（1979年（昭和54年）6月開店[1]、店舗面積507m2[1]）
- 相生店（1980年（昭和55年）5月開店[1]、店舗面積1,027m2[1]）

現在、ダイレックス相生店。
- 則松店（1982年（昭和57年）3月開店[1]、店舗面積443m2[1]）

現在：ローソン 八幡則松六丁目店。
- 陣原店（1984年（昭和59年）4月開店[1]、店舗面積323m2[1]）
- 浅川店（1993年（平成5年）7月開店[1]、店舗面積998m2[1]）

##### 門司区
- 東門司店（1973年（昭和48年）12月開店[1]、店舗面積444m2[1]）

##### 小倉南区
- 若園店（1974年（昭和49年）7月開店[1]、店舗面積734m2[1]）

##### 小倉北区
- 熊谷店（1978年（昭和53年）3月開店[1]、店舗面積988m2[1]）
- 浦生店（1978年（昭和53年）12月開店[1]、店舗面積717m2[1]）
- 真鶴店（1980年（昭和55年）5月開店[1]、店舗面積498m2[1]）
- 木町店（1983年（昭和58年）1月開店[1]、店舗面積460m2[1]）
- 黒原店（1985年（昭和60年）10月開店[1]、店舗面積537m2[1]）

##### 若松区
- 小石店（1977年（昭和52年）7月開店[1]、店舗面積1,001m2[1]）
- 若松店（1987年（昭和62年）10月開店[1]、店舗面積487m2[1]）
- 老松店（1992年（平成4年）6月開店[1]、店舗面積418m2[1]）

#### 福岡市

##### 東区
- 三苫店（1988年（昭和63年）7月開店[1]、店舗面積980m2[1]）

##### 早良区
- 重留店（1992年（平成4年）2月開店[1]、店舗面積496m2[1]）

#### 中間市
- 通谷店（1981年（昭和56年）4月開店[1]、店舗面積490m2[1]）

#### 遠賀郡
- 海老津店（1983年（昭和58年）3月開店[1]、店舗面積892m2[1]）
- 水巻店（1986年（昭和61年）10月開店[1]、店舗面積496m2[1]）
- 遠賀川店（1991年（平成3年）2月開店[1]、店舗面積480m2[1]）